# Bakalar
Bakalar (Gadus morhua) je riba iz porodice Gadidae (Ugotice), jedna od najviše ekonomski eksploatiranih ribljih vrsta.
Sivosmeđi je s tamnim pjegama i bijelim trbuhom, naraste do 150 cm. Obično živi u plovama. Živi u hladnim morima, naročito u sjevernom Atlantiku jer se hrani planktonom kril koji živi u hladnoj vodi. Postoje tri podvrste ove vrste: G. m. maris-albi, G. m. morhua i G. m. kildinensis.
Bakalar je vrlo cijenjena riba koja se koristi u prehrani, naročito sušen i soljen. U Hrvatskoj postoji tradicija njegove konzumacije na Badnjak. Od bakalara se dobiva i riblje ulje. Najvažniji proizvođači su Norveška (posebno u prostoru otočja Lofota), Rusija, Island i Kanada (osobito oko otoka Newfoundlanda). 
Bakalar je preizlovljena vrsta koja je pod visokom rizikom od istrebljenja, i na Seafood Watch-ovoj je crvenoj listi vrsta koje je potrebno izbjegavati.
Bez obzira na tu cinjenicu, izlov bakalara svake godine raste.
Zbog toga su sve glasniji zahtjevi za ograničenjem njegova ulova.

## Povezani članak
- Sušeni bakalar